# Експонента (функція)

Графік експоненти (синім).
Дотична (червоним) в нулі у функції нахилена на.
Поруч для прикладу показано (точками) і (пунктиром)

Експонента — показникова функція {\displaystyle f(x)=\exp(x)=e^{x}}, де {\displaystyle e} — число Ейлера {\displaystyle (e\approx 2,718)}.

## Визначення
Експоненціальна функція може бути визначена різними еквівалентними способами. Наприклад, через ряд Тейлора:
{\displaystyle e^{x}=1+\sum _{n=1}^{\infty }{x^{n} \over n!}=1+x+{x^{2} \over 2!}+{x^{3} \over 3!}+{x^{4} \over 4!}+\cdots }
або через границю:
{\displaystyle e^{x}=\lim _{n\rightarrow \infty }\left(1+{\frac {x}{n}}\right)^{n}}
Тут {\displaystyle x} — будь-яке комплексне число.

## Властивості
- {\displaystyle (e^{x})'=e^{x}}, а зокрема, експонента — єдине рішення диференціального рівняння {\displaystyle y'=y} з початковими даними {\displaystyle y(0)=1}. Крім того, через експоненту виражаються загальні рішення однорідних диференціальних рівнянь.
- Експонента визначена на всій дійсній осі. Вона всюди зростає і строго більше нуля.
- Експонента — опукла функція.
- Обернена функція до неї — натуральний логарифм {\displaystyle (\ln x)}.
- Фур'є-образ експоненти не існує.
- Однак перетворення Лапласа існує.
- Похідна в нулі дорівнює {\displaystyle 1}, тому дотична до експоненті в цій точці проходить під кутом {\displaystyle 45^{\circ }~{\Big (}{\frac {\pi }{4}}{\Big )}}.
- Основна функціональна властивість експоненти, як і всякої показникової функції:
{\displaystyle \exp(a+b)=\exp(a)\exp(b)}.
  - Безперервна функція з такою властивістю або тотожно дорівнює {\displaystyle 0}, або має вигляд {\displaystyle \exp(cx)}, де {\displaystyle c} — деяка константа.

- {\displaystyle e^{x}=\operatorname {sh} x+\operatorname {ch} x}, де {\displaystyle \operatorname {sh} } і {\displaystyle \operatorname {ch} } — гіперболічні синус і косинус.

## Комплексна експонента

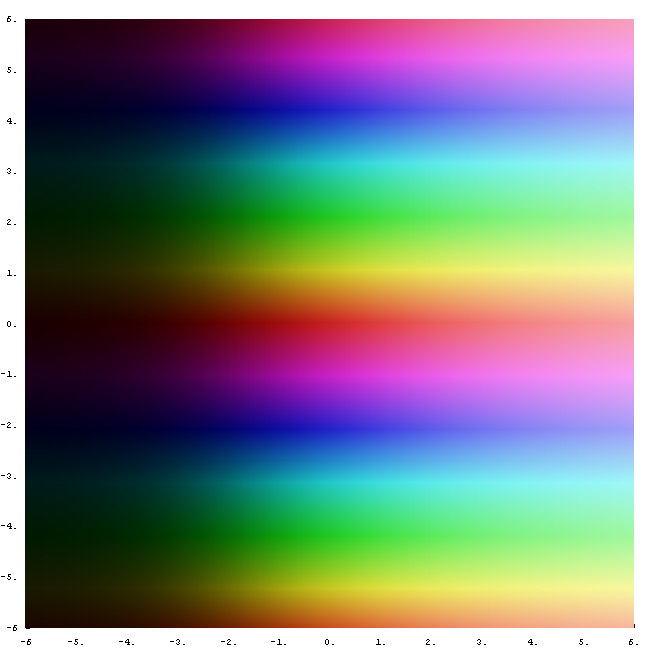
Графік експоненти в комплексній площині.
Легенда

Комплексна експонента — математична функція, що задається співвідношенням {\displaystyle f(z)=e^{z}}, де {\displaystyle z} є комплексне число. Комплексна експонента визначається як аналітичне продовження експоненти {\displaystyle f(x)=e^{x}} речовинного змінного {\displaystyle x}:
Визначимо формальний вираз
{\displaystyle e^{z}=e^{x+iy}=e^{x}\cdot e^{iy}}.
Визначений таким чином вираз на дійсній осі буде збігатися з класичною дійсною експонентою. Для повної коректності побудови необхідно довести аналітичність функції {\displaystyle e^{z}}, тобто показати, що {\displaystyle e^{z}} розкладається в деякий збіжний ряд, що збігається до даної функції . Покажемо це:
{\displaystyle f(z)=e^{z}=e^{x}\cdot e^{iy}=e^{iy}\sum _{n=0}^{\infty }{\frac {x^{n}}{n!}}}
Збіжність цього ряду легко доводиться:
{\displaystyle \left|e^{iy}\sum _{n=0}^{\infty }{\frac {x^{n}}{n!}}\right|\leq \left|\sum _{n=0}^{\infty }{\frac {x^{n}}{n!}}\right|\leq \sum _{n=0}^{\infty }\left|{\frac {x^{n}}{n!}}\right|=\sum _{n=0}^{\infty }{\dfrac {|x|^{n}}{n!}}=e^{|x|}}.
Ряд усюди збігається абсолютно, тобто взагалі усюди збігається, таким чином, сума цього ряду в кожній конкретній точці буде визначати значення аналітичної функції {\displaystyle f(z)=e^{z}}. Згідно теореми єдиності, отримане продовження буде єдино, отже, на комплексній площині функція {\displaystyle e^{z}} всюди визначена і аналітична.

### Властивості
- Комплексна експонента — ціла голоморфна функція на всій комплексній площині. В жодній точці вона не звертається в нуль.
- {\displaystyle e^{z}} — періодична функція з основним періодом 2πi: {\displaystyle e^{i\varphi }=e^{i(\varphi +2\pi )}}. У силу періодичності комплексна експонента безкінечнолистна. В якості її області однолистності можна вибрати будь-яку горизонтальну смугу висотою {\displaystyle 2\pi }.
- {\displaystyle e^{z}} — єдина з точністю до постійного множника функція, похідна (а відповідно, і первісна) якої збігається з вихідною функцією.
- Алгебраїчно експонента від комплексного аргументу {\displaystyle z=x+iy} може бути визначена наступним чином:
{\displaystyle e^{z}=e^{x+iy}=e^{x}e^{iy}=e^{x}(\cos \,y+i\sin \,y)} (формула Ейлера)
  - Зокрема, має місце (тотожність Ейлера),
{\displaystyle e^{i\pi }+1=0}

## Варіації та узагальнення
Аналогічно експонента визначається для елемента довільної асоціативної алгебри.
У конкретному випадку потрібен також доказ того, що зазначені межі існують.

### Матрична експонента
Експоненту від квадратної матриці (або лінійного оператора) можна формально визначити, підставивши матрицю у відповідний ряд:
{\displaystyle \exp A=\sum _{k=0}^{\infty }{\frac {A^{k}}{k!}}.}
Визначений таким чином ряд збігається для будь-якого оператора {\displaystyle A} з обмеженою нормою, оскільки мажорується поруч для експоненти норми {\displaystyle A:} {\displaystyle \exp \|A\|.} Отже, експонента матриці {\displaystyle A\in \mathbb {R} ^{n\times n}} завжди визначена і сама є матрицею.
За допомогою матричної експоненти легко задати вид рішення лінійного диференціального рівняння з постійними коефіцієнтами: рівняння {\displaystyle {\dot {x}}=Ax,~~~x\in \mathbb {R} ^{n}} з початковою умовою {\displaystyle x(0)=x_{0}} має своїм рішенням {\displaystyle x(t)=\exp(At)x_{0}.}

### h-експонента
Введення {\displaystyle h}-експоненти засноване на другій чудовій границі:
{\displaystyle e_{h}(x)=(1+h)^{\frac {x}{h}}.}
При {\displaystyle h\to 0} виходить звичайна експонента.

## Обернена функція
Обернена функція до експоненційної функції — натуральний логарифм.
Позначається {\displaystyle \ln x}:
{\displaystyle \ln x=\log _{e}x.}